# Skrobaczowizna
Skrobaczowizna est une localité polonaise de la gmina de Żarki, située dans le powiat de Myszków en voïvodie de Silésie.